# 6 uur van het Circuit of the Americas 2017
De 6 uur van het Circuit of the Americas 2017 was de zesde race van het FIA World Endurance Championship-seizoen 2017. De race werd verreden op 16 september 2017 op het Circuit of the Americas nabij Austin, Texas, Verenigde Staten.
De race werd gewonnen door de Porsche LMP Team #2 van Earl Bamber, Timo Bernhard en Brendon Hartley. De LMP2-klasse werd gewonnen door de Signatech Alpine Matmut #36 van Nicolas Lapierre, Gustavo Menezes en André Negrão. De LMGTE Pro-klasse werd gewonnen door de AF Corse #51 van James Calado en Alessandro Pier Guidi. De LMGTE Am-klasse werd gewonnen door de Aston Martin Racing #98 van Paul Dalla Lana, Pedro Lamy en Mathias Lauda.

## Kwalificatie
Tijden vetgedrukt betekent de snelste tijd in die klasse.
| Pos. | Klasse    | No. | Team                      | Tijd      | Grid |
| ---- | --------- | --- | ------------------------- | --------- | ---- |
| 1    | LMP1      | 1   | Porsche LMP Team          | 1:44.741  | 1    |
| 2    | LMP1      | 2   | Porsche LMP Team          | 1:44.994  | 2    |
| 3    | LMP1      | 8   | Toyota Gazoo Racing       | 1:46.400  | 3    |
| 4    | LMP1      | 7   | Toyota Gazoo Racing       | 1:47.098  | 4    |
| 5    | LMP2      | 36  | Signatech Alpine Matmut   | 1:54.024  | 5    |
| 6    | LMP2      | 13  | Vaillante Rebellion       | 1:54.275  | 6    |
| 7    | LMP2      | 38  | Jackie Chan DC Racing     | 1:54.315  | 7    |
| 8    | LMP2      | 31  | Vaillante Rebellion       | 1:54.394  | 8    |
| 9    | LMP2      | 26  | G-Drive Racing            | 1:54.588  | 9    |
| 10   | LMP2      | 24  | CEFC Manor TRS Racing     | 1:55.186  | 10   |
| 11   | LMP2      | 37  | Jackie Chan DC Racing     | 1:55.550  | 11   |
| 12   | LMP2      | 28  | TDS Racing                | 1:55.831  | 12   |
| 13   | LMGTE Pro | 71  | AF Corse                  | 2:03.057  | 13   |
| 14   | LMGTE Pro | 67  | Ford Chip Ganassi Team UK | 2:03.256  | 14   |
| 15   | LMGTE Pro | 95  | Aston Martin Racing       | 2:03.308  | 15   |
| 16   | LMGTE Pro | 51  | AF Corse                  | 2:03.553  | 16   |
| 17   | LMGTE Pro | 66  | Ford Chip Ganassi Team UK | 2:03.750  | 17   |
| 18   | LMGTE Pro | 97  | Aston Martin Racing       | 2:04.051  | 18   |
| 19   | LMGTE Pro | 91  | Porsche GT Team           | 2:04.323  | 19   |
| 20   | LMGTE Pro | 92  | Porsche GT Team           | 2:04.386  | 20   |
| 21   | LMGTE Am  | 98  | Aston Martin Racing       | 2:06.031  | 21   |
| 22   | LMGTE Am  | 54  | Spirit of Race            | 2:07.203  | 22   |
| 23   | LMGTE Am  | 61  | Clearwater Racing         | 2:07.532  | 23   |
| 24   | LMGTE Am  | 77  | Dempsey-Proton Racing     | 2:08.126  | 24   |
| 25   | LMGTE Am  | 86  | Gulf Racing UK            | 2:08.819  | 25   |
| 26   | LMP2      | 25  | CEFC Manor TRS Racing     | Geen tijd | 26   |

## Uitslag
Winnaars in hun klasse zijn vetgedrukt; LMP1 is rood, LMP2 is blauw, LMGTE Pro is groen en LMGTE Am is oranje.
| Pos. | Klasse    | No. | Team                      | Coureurs                                                 | Chassis                       | Banden | Ronden | Tijd/Reden  |
| Pos. | Klasse    | No. | Team                      | Coureurs                                                 | Motor                         | Banden | Ronden | Tijd/Reden  |
| ---- | --------- | --- | ------------------------- | -------------------------------------------------------- | ----------------------------- | ------ | ------ | ----------- |
| 1    | LMP1      | 2   | Porsche LMP Team          | Earl Bamber Timo Bernhard Brendon Hartley                | Porsche 919 Hybrid            | M      | 192    | 6:00:52.444 |
| 1    | LMP1      | 2   | Porsche LMP Team          | Earl Bamber Timo Bernhard Brendon Hartley                | Porsche 2.0 L Turbo V4        | M      | 192    | 6:00:52.444 |
| 2    | LMP1      | 1   | Porsche LMP Team          | Neel Jani André Lotterer Nick Tandy                      | Porsche 919 Hybrid            | M      | 192    | +0.276      |
| 2    | LMP1      | 1   | Porsche LMP Team          | Neel Jani André Lotterer Nick Tandy                      | Porsche 2.0 L Turbo V4        | M      | 192    | +0.276      |
| 3    | LMP1      | 8   | Toyota Gazoo Racing       | Sébastien Buemi Kazuki Nakajima Stéphane Sarrazin        | Toyota TS050 Hybrid           | M      | 192    | +21.956     |
| 3    | LMP1      | 8   | Toyota Gazoo Racing       | Sébastien Buemi Kazuki Nakajima Stéphane Sarrazin        | Toyota 2.4 L Turbo V6         | M      | 192    | +21.956     |
| 4    | LMP1      | 7   | Toyota Gazoo Racing       | Mike Conway Kamui Kobayashi José María López             | Toyota TS050 Hybrid           | M      | 192    | +45.026     |
| 4    | LMP1      | 7   | Toyota Gazoo Racing       | Mike Conway Kamui Kobayashi José María López             | Toyota 2.4 L Turbo V6         | M      | 192    | +45.026     |
| 5    | LMP2      | 36  | Signatech Alpine Matmut   | Nicolas Lapierre Gustavo Menezes André Negrão            | Alpine A470                   | D      | 177    | +15 ronden  |
| 5    | LMP2      | 36  | Signatech Alpine Matmut   | Nicolas Lapierre Gustavo Menezes André Negrão            | Gibson GK428 4.2 L V8         | D      | 177    | +15 ronden  |
| 6    | LMP2      | 13  | Vaillante Rebellion       | Mathias Beche David Heinemeier Hansson Nelson Piquet jr. | Oreca 07                      | D      | 176    | +16 ronden  |
| 6    | LMP2      | 13  | Vaillante Rebellion       | Mathias Beche David Heinemeier Hansson Nelson Piquet jr. | Gibson GK428 4.2 L V8         | D      | 176    | +16 ronden  |
| 7    | LMP2      | 31  | Vaillante Rebellion       | Julien Canal Nicolas Prost Bruno Senna                   | Oreca 07                      | D      | 176    | +16 ronden  |
| 7    | LMP2      | 31  | Vaillante Rebellion       | Julien Canal Nicolas Prost Bruno Senna                   | Gibson GK428 4.2 L V8         | D      | 176    | +16 ronden  |
| 8    | LMP2      | 38  | Jackie Chan DC Racing     | Oliver Jarvis Thomas Laurent Ho-Pin Tung                 | Oreca 07                      | D      | 176    | +16 ronden  |
| 8    | LMP2      | 38  | Jackie Chan DC Racing     | Oliver Jarvis Thomas Laurent Ho-Pin Tung                 | Gibson GK428 4.2 L V8         | D      | 176    | +16 ronden  |
| 9    | LMP2      | 37  | Jackie Chan DC Racing     | Alex Brundle David Cheng Tristan Gommendy                | Oreca 07                      | D      | 175    | +17 ronden  |
| 9    | LMP2      | 37  | Jackie Chan DC Racing     | Alex Brundle David Cheng Tristan Gommendy                | Gibson GK428 4.2 L V8         | D      | 175    | +17 ronden  |
| 10   | LMP2      | 24  | CEFC Manor TRS Racing     | Ben Hanley Matt Rao Jean-Éric Vergne                     | Oreca 07                      | D      | 175    | +17 ronden  |
| 10   | LMP2      | 24  | CEFC Manor TRS Racing     | Ben Hanley Matt Rao Jean-Éric Vergne                     | Gibson GK428 4.2 L V8         | D      | 175    | +17 ronden  |
| 11   | LMP2      | 28  | TDS Racing                | Emmanuel Collard François Perrodo Matthieu Vaxivière     | Oreca 07                      | D      | 174    | +18 ronden  |
| 11   | LMP2      | 28  | TDS Racing                | Emmanuel Collard François Perrodo Matthieu Vaxivière     | Gibson GK428 4.2 L V8         | D      | 174    | +18 ronden  |
| 12   | LMP2      | 26  | G-Drive Racing            | Alex Lynn Roman Roesinov Pierre Thiriet                  | Oreca 07                      | D      | 168    | +24 ronden  |
| 12   | LMP2      | 26  | G-Drive Racing            | Alex Lynn Roman Roesinov Pierre Thiriet                  | Gibson GK428 4.2 L V8         | D      | 168    | +24 ronden  |
| 13   | LMGTE Pro | 51  | AF Corse                  | James Calado Alessandro Pier Guidi                       | Ferrari 488 GTE               | M      | 167    | +25 ronden  |
| 13   | LMGTE Pro | 51  | AF Corse                  | James Calado Alessandro Pier Guidi                       | Ferrari F154CB 4.0 L Turbo V8 | M      | 167    | +25 ronden  |
| 14   | LMGTE Pro | 92  | Porsche GT Team           | Michael Christensen Kévin Estre                          | Porsche 911 RSR               | M      | 167    | +25 ronden  |
| 14   | LMGTE Pro | 92  | Porsche GT Team           | Michael Christensen Kévin Estre                          | Porsche 4.0 L Flat-6          | M      | 167    | +25 ronden  |
| 15   | LMGTE Pro | 71  | AF Corse                  | Sam Bird Davide Rigon                                    | Ferrari 488 GTE               | M      | 167    | +25 ronden  |
| 15   | LMGTE Pro | 71  | AF Corse                  | Sam Bird Davide Rigon                                    | Ferrari F154CB 3.9 L Turbo V8 | M      | 167    | +25 ronden  |
| 16   | LMGTE Pro | 95  | Aston Martin Racing       | Marco Sørensen Nicki Thiim                               | Aston Martin Vantage GTE      | D      | 167    | +25 ronden  |
| 16   | LMGTE Pro | 95  | Aston Martin Racing       | Marco Sørensen Nicki Thiim                               | Aston Martin 4.5 L Turbo V8   | D      | 167    | +25 ronden  |
| 17   | LMGTE Pro | 97  | Aston Martin Racing       | Jonathan Adam Daniel Serra Darren Turner                 | Aston Martin Vantage GTE      | D      | 167    | +25 ronden  |
| 17   | LMGTE Pro | 97  | Aston Martin Racing       | Jonathan Adam Daniel Serra Darren Turner                 | Aston Martin 4.5 L Turbo V8   | D      | 167    | +25 ronden  |
| 18   | LMGTE Pro | 91  | Porsche GT Team           | Richard Lietz Frédéric Makowiecki                        | Porsche 911 RSR               | M      | 166    | +26 ronden  |
| 18   | LMGTE Pro | 91  | Porsche GT Team           | Richard Lietz Frédéric Makowiecki                        | Porsche 4.0 L Flat-6          | M      | 166    | +26 ronden  |
| 19   | LMGTE Pro | 67  | Ford Chip Ganassi Team UK | Andy Priaulx Harry Tincknell                             | Ford GT                       | M      | 166    | +26 ronden  |
| 19   | LMGTE Pro | 67  | Ford Chip Ganassi Team UK | Andy Priaulx Harry Tincknell                             | Ford EcoBoost 3.5 L Turbo V6  | M      | 166    | +26 ronden  |
| 20   | LMGTE Pro | 66  | Ford Chip Ganassi Team UK | Stefan Mücke Olivier Pla                                 | Ford GT                       | M      | 166    | +26 ronden  |
| 20   | LMGTE Pro | 66  | Ford Chip Ganassi Team UK | Stefan Mücke Olivier Pla                                 | Ford EcoBoost 3.5 L Turbo V6  | M      | 166    | +26 ronden  |
| 21   | LMGTE Am  | 98  | Aston Martin Racing       | Paul Dalla Lana Pedro Lamy Mathias Lauda                 | Aston Martin Vantage GTE      | D      | 162    | +30 ronden  |
| 21   | LMGTE Am  | 98  | Aston Martin Racing       | Paul Dalla Lana Pedro Lamy Mathias Lauda                 | Aston Martin 4.5 L V8         | D      | 162    | +30 ronden  |
| 22   | LMGTE Am  | 61  | Clearwater Racing         | Matt Griffin Weng Sun Mok Keita Sawa                     | Ferrari 488 GTE               | M      | 162    | +30 ronden  |
| 22   | LMGTE Am  | 61  | Clearwater Racing         | Matt Griffin Weng Sun Mok Keita Sawa                     | Ferrari F154CB 3.9 L Turbo V8 | M      | 162    | +30 ronden  |
| 23   | LMGTE Am  | 54  | Spirit of Race            | Francesco Castellacci Thomas Flohr Miguel Molina         | Ferrari 488 GTE               | M      | 159    | +33 ronden  |
| 23   | LMGTE Am  | 54  | Spirit of Race            | Francesco Castellacci Thomas Flohr Miguel Molina         | Ferrari F154CB 3.9 L Turbo V8 | M      | 159    | +33 ronden  |
| 24   | LMGTE Am  | 77  | Dempsey-Proton Racing     | Matteo Cairoli Marvin Dienst Christian Ried              | Porsche 911 RSR               | D      | 148    | +44 ronden  |
| 24   | LMGTE Am  | 77  | Dempsey-Proton Racing     | Matteo Cairoli Marvin Dienst Christian Ried              | Porsche 4.0 L Flat-6          | D      | 148    | +44 ronden  |
| DNF  | LMGTE Am  | 86  | Gulf Racing               | Ben Barker Nick Foster Michael Wainwright                | Porsche 911 RSR               | D      | 92     | Uitgevallen |
| DNF  | LMGTE Am  | 86  | Gulf Racing               | Ben Barker Nick Foster Michael Wainwright                | Porsche 4.0 L Flat-6          | D      | 92     | Uitgevallen |
| DNF  | LMP2      | 25  | CEFC Manor TRS Racing     | Roberto González Vitali Petrov Simon Trummer             | Oreca 07                      | D      | 51     | Uitgevallen |
| DNF  | LMP2      | 25  | CEFC Manor TRS Racing     | Roberto González Vitali Petrov Simon Trummer             | Gibson GK428 4.2 L V8         | D      | 51     | Uitgevallen |

## Tussenstanden na wedstrijd
LMP (coureurs)
| Pos | Coureur                                   | Punten |
| --- | ----------------------------------------- | ------ |
| 1   | Earl Bamber Timo Bernhard Brendon Hartley | 159    |
| 2   | Sébastien Buemi Kazuki Nakajima           | 108    |
| 3   | Anthony Davidson                          | 93     |
| 4   | Neel Jani André Lotterer Nick Tandy       | 83     |
| 5   | Oliver Jarvis Thomas Laurent Ho-Pin Tung  | 64,5   |

LMP1 (constructeurs)
| Pos | Team    | Punten |
| --- | ------- | ------ |
| 1   | Porsche | 242    |
| 2   | Toyota  | 168,5  |

GTE (coureurs)
| Pos | Coureur                            | Punten |
| --- | ---------------------------------- | ------ |
| 1   | Andy Priaulx Harry Tincknell       | 102    |
| 2   | Richard Lietz Frédéric Makowiecki  | 96     |
| 3   | Davide Rigon                       | 95,5   |
| 4   | James Calado Alessandro Pier Guidi | 95     |
| 5   | Sam Bird                           | 95     |

GTE (constructeurs)
| Pos | Constructeur | Punten |
| --- | ------------ | ------ |
| 1   | Ferrari      | 203    |
| 2   | Ford         | 163    |
| 3   | Aston Martin | 162    |
| 4   | Porsche      | 157    |

GT Pro (teams)
| Pos | Nr | Team                      | Punten |
| --- | -- | ------------------------- | ------ |
| 1   | 51 | AF Corse                  | 106    |
| 2   | 67 | Ford Chip Ganassi Team UK | 102    |
| 3   | 71 | AF Corse                  | 99     |
| 4   | 91 | Porsche GT Team           | 96     |
| 5   | 95 | Aston Martin Racing       | 81     |

LMP2 (coureurs)
| Pos | Coureur                                  | Punten |
| --- | ---------------------------------------- | ------ |
| 1   | Oliver Jarvis Thomas Laurent Ho-Pin Tung | 130    |
| 2   | Julien Canal Bruno Senna                 | 110    |
| 3   | Gustavo Menezes                          | 102    |
| 4   | Nicolas Prost                            | 92     |
| 5   | André Negrão                             | 83     |

LMP2 (teams)
| Pos | Nr | Team                    | Punten |
| --- | -- | ----------------------- | ------ |
| 1   | 38 | Jackie Chan DC Racing   | 130    |
| 2   | 31 | Vaillante Rebellion     | 110    |
| 3   | 36 | Signatech Alpine Matmut | 102    |
| 4   | 37 | Jackie Chan DC Racing   | 69     |
| 5   | 24 | CEFC Manor TRS Racing   | 63     |

GTE Am (coureurs)
| Pos | Coureur                                     | Punten |
| --- | ------------------------------------------- | ------ |
| 1   | Paul Dalla Lana Pedro Lamy Mathias Lauda    | 130    |
| 2   | Matteo Cairoli Marvin Dienst Christian Ried | 126    |
| 3   | Matt Griffin Weng Sun Mok Keita Sawa        | 116    |
| 4   | Francesco Castellacci Thomas Flohr          | 69     |
| 5   | Miguel Molina                               | 57     |

GTE Am (teams)
| Pos | Nr | Team                  | Punten |
| --- | -- | --------------------- | ------ |
| 1   | 98 | Aston Martin Racing   | 136    |
| 2   | 77 | Dempsey-Proton Racing | 132    |
| 3   | 61 | Clearwater Racing     | 130    |
| 4   | 54 | Spirit of Race        | 77     |
| 5   | 86 | Gulf Racing           | 61     |